# Un prieten imaginar (Star Trek: Generația următoare)
„Un prieten imaginar” (titlu original: „Imaginary Friend”) este al 22-lea episod din al cincilea sezon al serialului TV american științifico-fantastic Star Trek: Generația următoare și al 122-lea episod în total. A avut premiera la 4 mai 1992.
Episodul a fost regizat de Gabrielle Beaumont după un scenariu de Edithe Swensen și Brannon Braga bazat pe o poveste de Jean Louise Matthias, Ronald Wilkerson și Richard Fliegel.

## Prezentare
Partenera de joacă imaginară a unei fetițe capătă formă materială și amenință siguranța navei Enterprise. 

## Actori ocazionali
- Noley Thornton - Clara Sutter
- Shay Astar - Isabella
- Jeff Allin - Daniel Sutter
- Brian Bonsall - Alexander Rozhenko
- Patti Yasutake - Alyssa Ogawa
- Sheila Franklin - Felton
- Whoopi Goldberg - Guinan